# Lynk & Co 08
Der Lynk & Co 08 ist ein SUV der 2016 gegründeten chinesischen Automobilmarke Lynk & Co, die zu Geely gehört.

## Geschichte
Der Lynk & Co 08 wurde im Rahmen des Lynk & Co The Next Day am 7. Juni 2022 in China zusammen mit einer Reihe von neuen Modellen ankündigt. Er wurde dann am 25. März 2023 präsentiert.

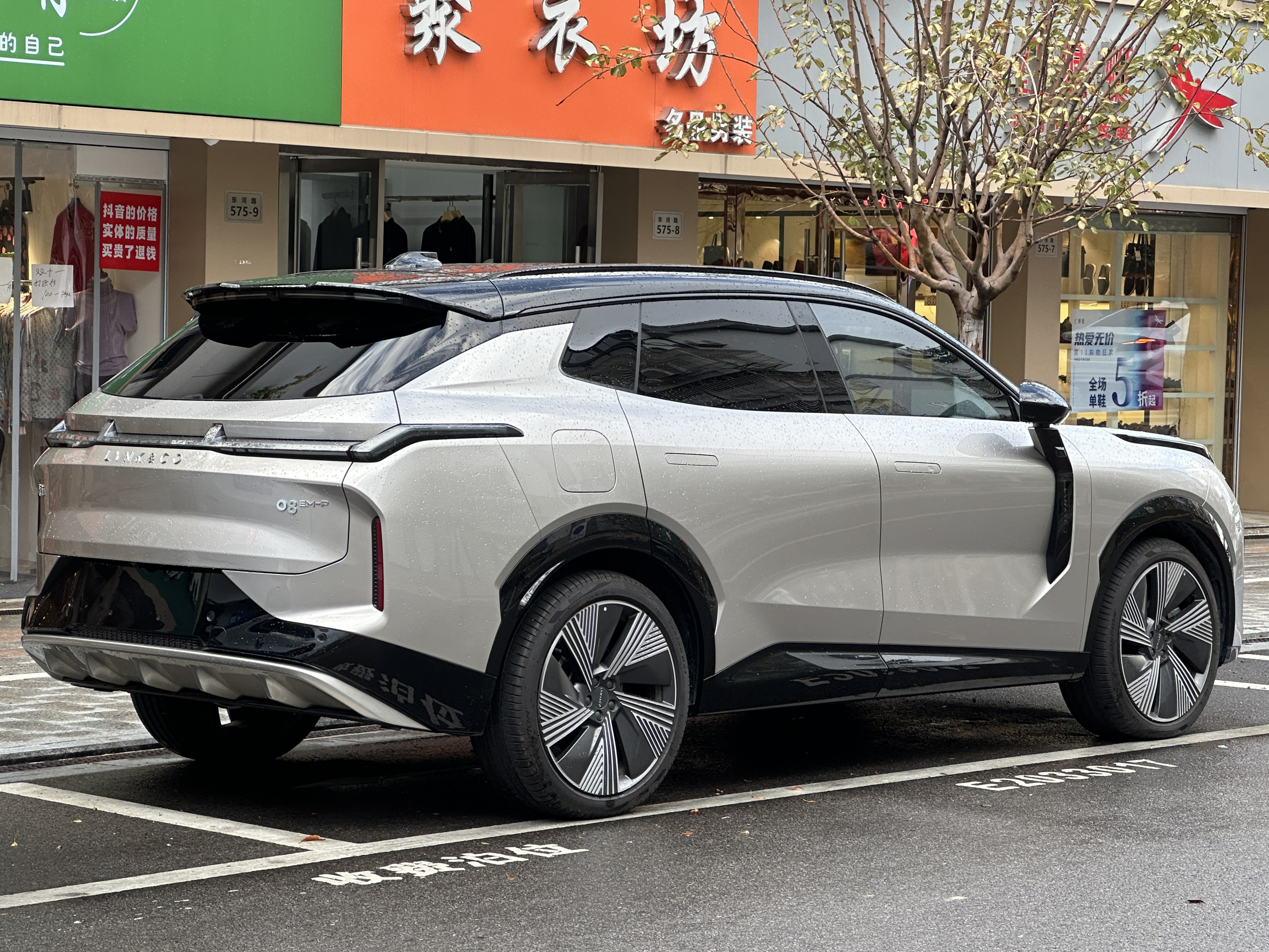
Heckansicht

## Technik
Das Modell basiert auf der Plattform Compact Modular Architecture 2.0 von Geely. Die Motorisierung für den chinesischen Markt bilden ein 1,5-Liter-Turbomotor und zwei Elektromotoren. Zusammen ergibt sich ein Allradantrieb. Die Systemleistung beträgt 436 kW (593 PS), das Drehmoment 905 Nm. Die zwei Elektromotoren werden von einem 39,6-kWh-Akku versorgt. Nach dem chinesischen Messzyklus CLTC wird eine reine elektrische Reichweite von 245 km erreicht. Insgesamt beträgt die kombinierte Reichweite bis zu 1400 km. Die Beschleunigungszeit von 0 auf 100 km/h wird mit 4,6 s angegeben.
Für den europäischen Markt wird derselbe Akku als Plug-in-Hybrid mit nur einem Elektromotor (max. Leistung: 102 kW (137 PS), Drehmoment: 350 Nm) mit dem 1,5-Liter-Turbomotor (Leistung: 155 kW (208 PS), Drehmoment: 230 Nm) kombiniert. Die Systemleistung beträgt 257 kW (345 PS). Der Akku kann mit Gleichstrom mit bis zu 85 kW aufgeladen werden. Bei Wechselstrom sind 11 kW möglich. Die europäischen Messwerte ergeben eine etwa 200 km elektrische und 1100 km kombinierte Reichweite. Die Beschleunigungszeit von 0 auf 100 km/h wird mit 6,8 s angegeben, die Höchstgeschwindigkeit beträgt 185 km/h.  Die Anhängelast gibt der Hersteller mit 1600 kg an.